# دانيال ماكدونالد
دانيال ماكدونالد (بالإنجليزية: Danielle Macdonald)‏ هي ممثلة أسترالية، ولدت في 1992 بسيدني في أستراليا.

## وصلات خارجية
- دانيال ماكدونالد على موقع IMDb (الإنجليزية)
- دانيال ماكدونالد على موقع ميوزك برينز (الإنجليزية)
- دانيال ماكدونالد على موقع قاعدة بيانات الفيلم (الإنجليزية)